# Manic Street Preachers
Manic Street Preachers és un grup de rock procedent de Gal·les format per James Dean Bradfield (veu i guitarra), Sean Moore (bateria) i Nicky Wire (baix).
La banda es va formar en 1986, prenent bandes com Badfinger, Joy Division, The Clash amb influències del punk i de Guns N' Roses; els seus tres primers discos es van caracteritzar per lletres poètiques i reivindicatives, fins a la desaparició de Richey James en 1995.
The Manics van continuar com trio. El grup té en el seu haver cançons com "A design for life", "If you tolerate this your children will be next", "Motorcycle emptiness", "The everlasting " autèntics himnes de la dècada dels anys noranta.
Manic Street Preachers sempre es va identificar amb idees marxistes i esquerranes, prenent sempre causes que comunament no eren escoltades, com la cançó "Baby Elián" que narra la història del petit Elián González que novament va portar a col·lació la històrica rivalitat entre Estats Units i Cuba. Va ser també la primera banda d'un país capitalista a tocar en viu a l'Havana davant el mateix Fidel Castro al teatre Karl Marx, després en 2005 el torn seria d'Audioslave.
El seu vocalista James Dean Bradfield va editar en 2006 el seu primer disc solista titulat "The Great Western" amb gran èxit d'acceptació entre els fans de la banda gal·lesa, el primer single va ser "Still A Long Way To Go".

## Discografia

### Àlbums d'estudi
- Generation Terrorists (1992)
- Gold Against The Soul (1993)
- The Holy Bible (1994)
- Everything Must Go (1996)
- This Is My Truth, Tell Me Yours (1998)
- Know Your Enemy (2001)
- Lifeblood (2004)
- Send Away The Tigers (2007)
- Journal For Plague Lovers (2009)
- Postcards From A Young Man (2010)
- Rewind the Film (2013)
- Futurology (2014)
- Resistance Is Futile (2018)
- The Ultra Vivid Lament (2021)

### Recopilatoris
- Forever Delayed (2002) - Grans èxits
- Lipstick Traces (2003) - Cares 'b'